# Lavia frons
Lavia frons је сисар из реда слепих мишева и фамилије Megadermatidae.

## Угроженост
Ова врста није угрожена, и наведена је као последња брига јер има широко распрострањење.

## Распрострањење
Ареал врсте Lavia frons обухвата већи број држава у Африци. 
Врста је присутна у Бенину, Буркини Фасо, Бурундију, Габону, Гани, Гвинеји Бисао, Еритреји, Етиопији, Замбији, Камеруну, ДР Конгу, Кенији, Малију, Нигерији, Нигеру, Обали Слоноваче, Руанди, Сенегалу, Сијера Леонеу, Сомалији, Судану, Танзанији, Тогу, Уганди, Централноафричкој Републици и Чаду.

## Станиште
Станишта врсте су шуме и саване до 2000 метара надморске висине.